# Momo (album)
Momo è un album del cantautore italiano Angelo Branduardi, pubblicato nel 1986 come colonna sonora del film Momo di Johannes Schaaf, tratto dal romanzo omonimo.
Le musiche sono curate dallo stesso Branduardi, i testi invece da Michael Ende e Luisa Zappa.
I passaggi presenti in qualche brano traggono chiaramente ispirazione dalla famosa composizione La musica notturna delle strade di Madrid no.6 di Boccherini, ripresa da Branduardi anche per il brano La tempesta dell'album Senza spina.

## Tracce
1. Tema del villaggio (strumentale)
2. La tempesta (strumentale)
3. La manifestazione dei bambini
4. Momo e Cassiopea (strumentale)
5. I ladri del tempo (strumentale)
6. La canzone di Momo per orchestra di mandolini (strumentale)
7. We all are Momos (testo di Luisa Zappa, tradotto da Ronnie Jackson)
8. Il palazzo di Hora (strumentale)
9. Gli uomini grigi all'inseguimento di Momo (strumentale)
10. Vola a casa, Momo (strumentale)
11. La grande giostra (strumentale)
12. La canzone di Momo

## Momo (versione tedesca)
1. Thema des Dorfes (strumentale)
2. Das Unwetter (strumentale)
3. Die Demonstration der Kinder
4. Momo und Cassiopea (strumentale)
5. Die Diebe der Zeit (strumentale)
6. Momo's Lied für Mandolinenorchester (strumentale)
7. Wir sind alle Momos (We all are Momos)
8. Hora's Palast (strumentale)
9. Die grauen Männer bei der Verfolgung Momo's (strumentale)
10. Flieg nach Hause, Momo (strumentale)
11. Das grosse Karussell (strumentale)
12. Momo's Lied

## Formazione
- Angelo Branduardi: voce, violino, violino baritono, chitarra, flauto
- Luciano Ciccaglioni: mandolino, chitarra 12 corde
- Massimo Di Vecchio: tastiera
- Luciano Francisci: fisarmonica
- Adriano Giordanella: percussioni
- Piercarlo Zanco: contrabbasso
- Enzo Restuccia: percussioni